# Karpekî, Kozeleț
Karpekî (în ucraineană Карпоки) este un sat în comuna Sîraii din raionul Kozeleț, regiunea Cernihiv, Ucraina.

## Demografie
Componența lingvistică a localității Karpekî
     Ucraineană (98%)
     Rusă (1,33%)
     Alte limbi (0,67%)
Conform recensământului din 2001, majoritatea populației localității Karpekî era vorbitoare de ucraineană (98%), existând în minoritate și vorbitori de rusă (1,33%).